# توماس جی. مک‌اینتایر
توماس جی. مک‌اینتایر (به انگلیسی: Thomas J. McIntyre) سناتور سابق عضو حزب دموکرات ایالات متحده آمریکا بود. وی در سال ۱۹۶۲ تا ۱۹۷۹ میلادی سناتور ایالت نیوهمپشایر در سنای ایالات متحده آمریکا بود.